# Krhová
Krhová (německy Krhowa) je obec v okrese Vsetín ve Zlínském kraji. Leží asi dva kilometry severovýchodně od Valašského Meziříčí. Prochází tudy železniční trať Valašské Meziříčí – Rožnov pod Radhoštěm (se zastávkou Krhová) a silnice I/57. Žije zde přibližně 2 100 obyvatel. Krhová je také název katastrálního území o rozloze 8,05 km².

## Název
Původní podoba vesnice byla Krhova (tj. ves nebo lhota), odvozená od osobního jména Krho (to od krhati – „stále slzet“). Původní přivlastňovací přípona -ova posléze byla nahrazena adjektivní -ová.

## Historie
První písemná zmínka o vesnici pochází z roku 1442. K roku 1505 je v zemských deskách zaznamenána podoba názvu Krhowa.

## Obyvatelstvo
| Rok            | 1869  | 1880  | 1890  | 1900  | 1910  | 1921  | 1930  | 1950  | 1961  | 1970  | 1980  | 1991  | 2001  | 2011  | 2021  |
| -------------- | ----- | ----- | ----- | ----- | ----- | ----- | ----- | ----- | ----- | ----- | ----- | ----- | ----- | ----- | ----- |
| Počet obyvatel | 1 046 | 1 161 | 1 317 | 1 450 | 1 733 | 1 696 | 1 834 | 1 539 | 1 719 | 1 606 | 1 752 | 1 704 | 1 787 | 1 957 | 2 020 |
| Počet domů     | 125   | 144   | 152   | 172   | 187   | 206   | 276   | 337   | 337   | 378   | 416   | 486   | 507   | 583   | 666   |

## Obecní správa
Od vzniku obecního zřízení v roce 1850 byl tehdejší Krhov samostatnou obcí. V roce 1953 se stal součástí Valašského Meziříčí.
26. ledna 2012 rozhodlo zastupitelstvo města Valašské Meziříčí o konání místních referend o osamostatnění místních částí Krhová a Poličná a vyhlásilo je na 21. dubna 2012. Návrhy obou přípravných výborů došly městskému úřadu 14. prosince 2011, k návrhu na oddělení Poličné bylo po kontrole uznáno 762 podpisů oprávněných osob ze 795, které jej podpořily, k návrhu na oddělení Krhové bylo uznáno za oprávněné 647 podpisů ze 728.
S odtržením Krhové v referendu vyjádřilo souhlas 992 (61,5 %) z 1617 voličů, obec se opět osamostatnila od 1. ledna 2013.
Podle vyjádření zástupců přípravných výborů byl hlavním důvodem separačních snah záměr města o zrušení základních škol. I když pak město od záměru ustoupilo, přípravné výbory dál trvaly na konání referenda. Dalším důvodem v případě Krhové byla otázka zřízení skládky.

### Obecní symboly
Znak a vlajka byly obci uděleny rozhodnutím předsedy Poslanecké sněmovny Parlamentu České republiky dne 15. června 2015.

## Ulice v Krhové
Po osamostatnění Krhové od města Valašského Meziříčí se tehdy obecní úřad rozhodl na rozdíl od Poličné stanovit ulice. Jejich výčet je: Hlavní, U Přejezdu, Nad Zahradnictvím, U Potoka, Hrádky, U Kapličky, K Helštýnu, Ke Studánce, Pod Kameněm, Na Nivách, Hřbitovní, V Břízkách, Zahájenka, Pod Horami, Paseky, Pod Jehličnou, Kulíšek, Barvířka, Nová, Polní, Lesní, Pod Lesem (ulice spojující „Pod Kameněm“ a „Barvířka“), U Školky, U Bytovek, Bří Podmolů, Luční, Za Liptou, Rybníčky, Letní, Pod Lužníkem, Na Lužníku, Na Výsluní, K Obrázku, Beskydská, Lomená, Za Školou, U Ovčírny (kurzívou jsou vyznačeny ty ulice, které jsou spojené ve čtvercové síti, tzv. sídliště).

## Pamětihodnosti
- Kaple svatého Cyrila a Metoděje

## Osobnosti
- Rudolf Pernický (1915–2005), generálmajor, příslušník československého zahraniční armády v období druhé světové války
- Robert Pavlík (1912–2002), voják, později generál v období druhé světové války
- Karel Solařík (1915–2007), český akademický malíř a grafik

## Galerie

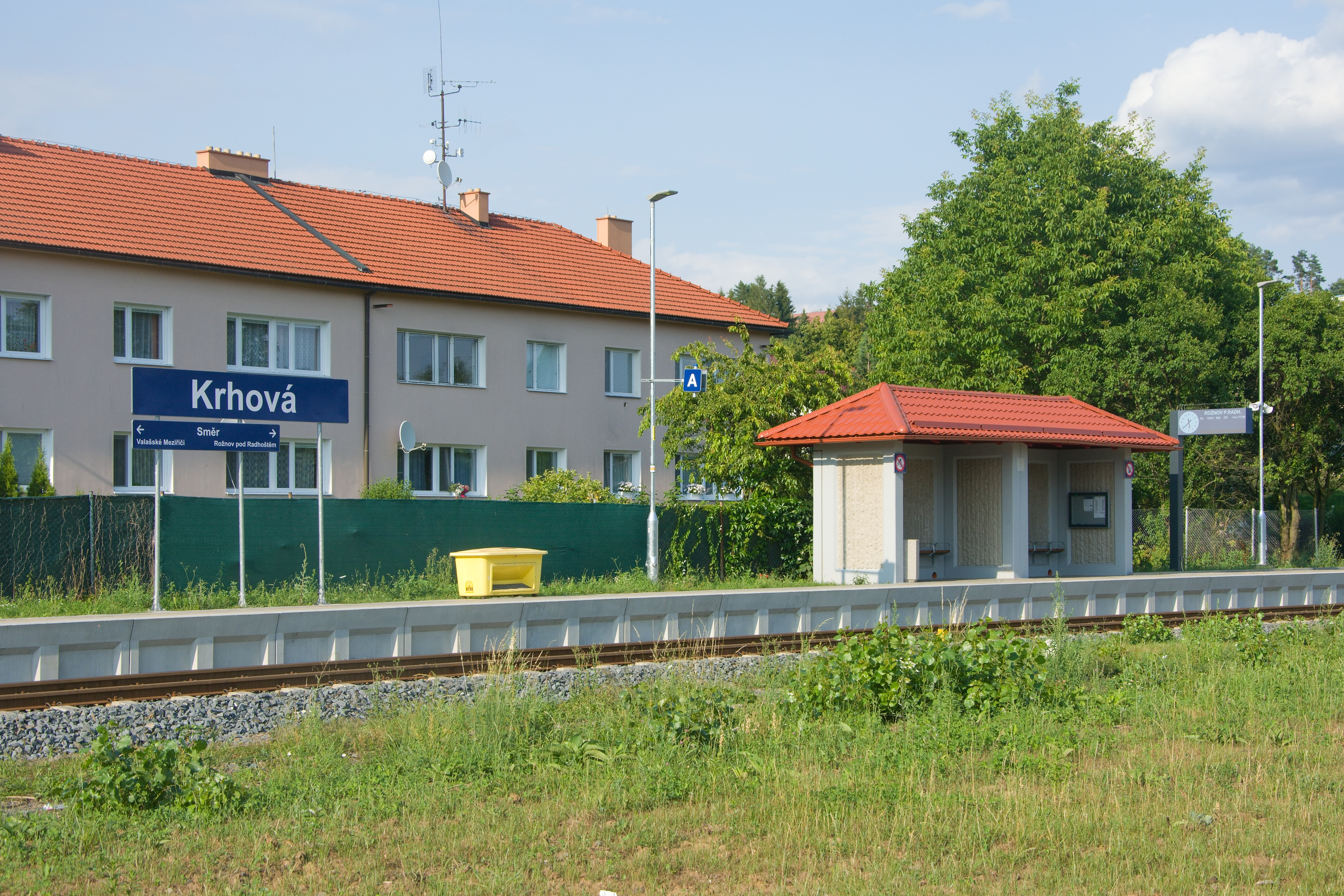
Zastávka Krhová na železniční trati 281
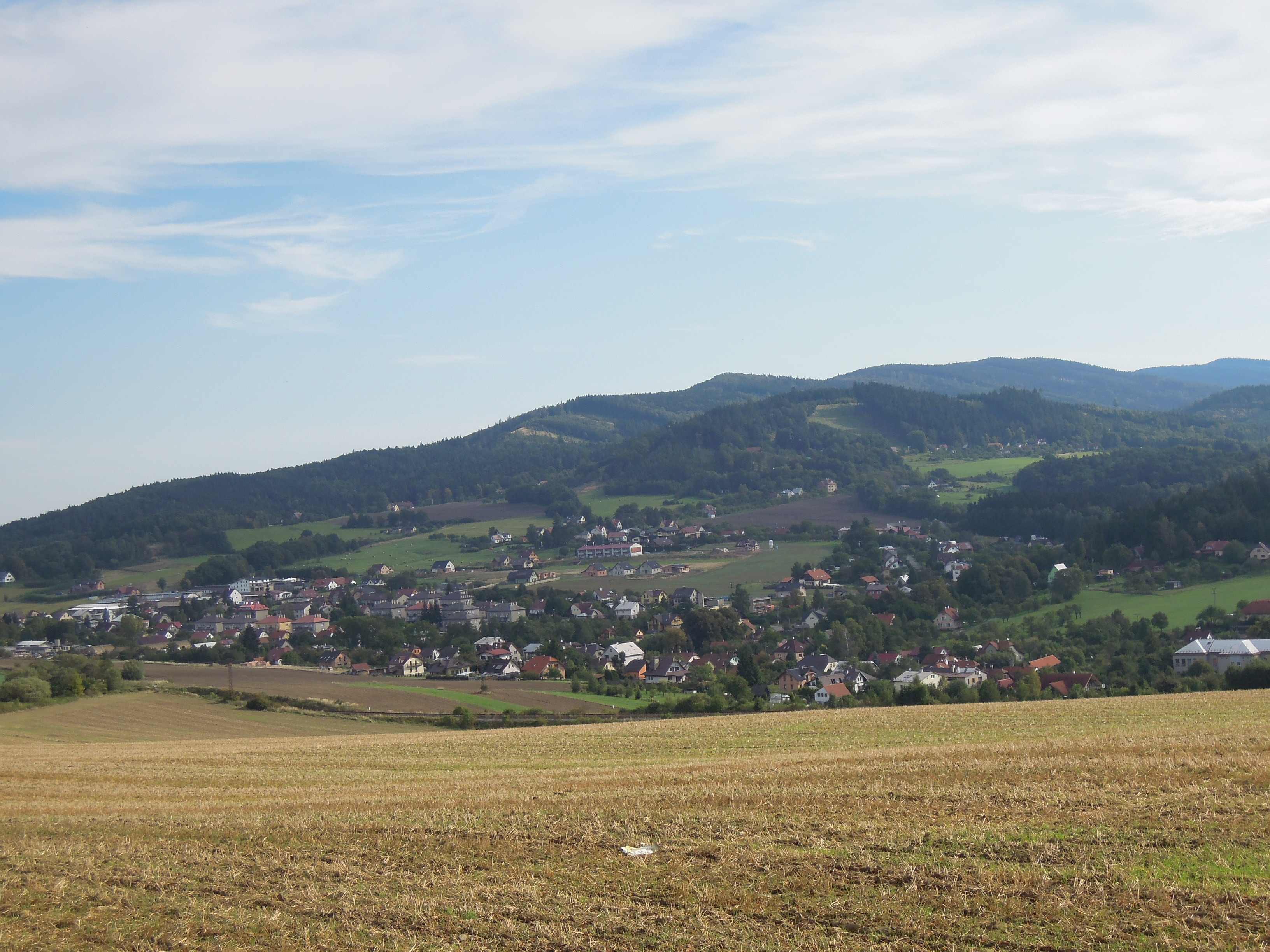
Panorama obce Krhová z vrchu Helštýn
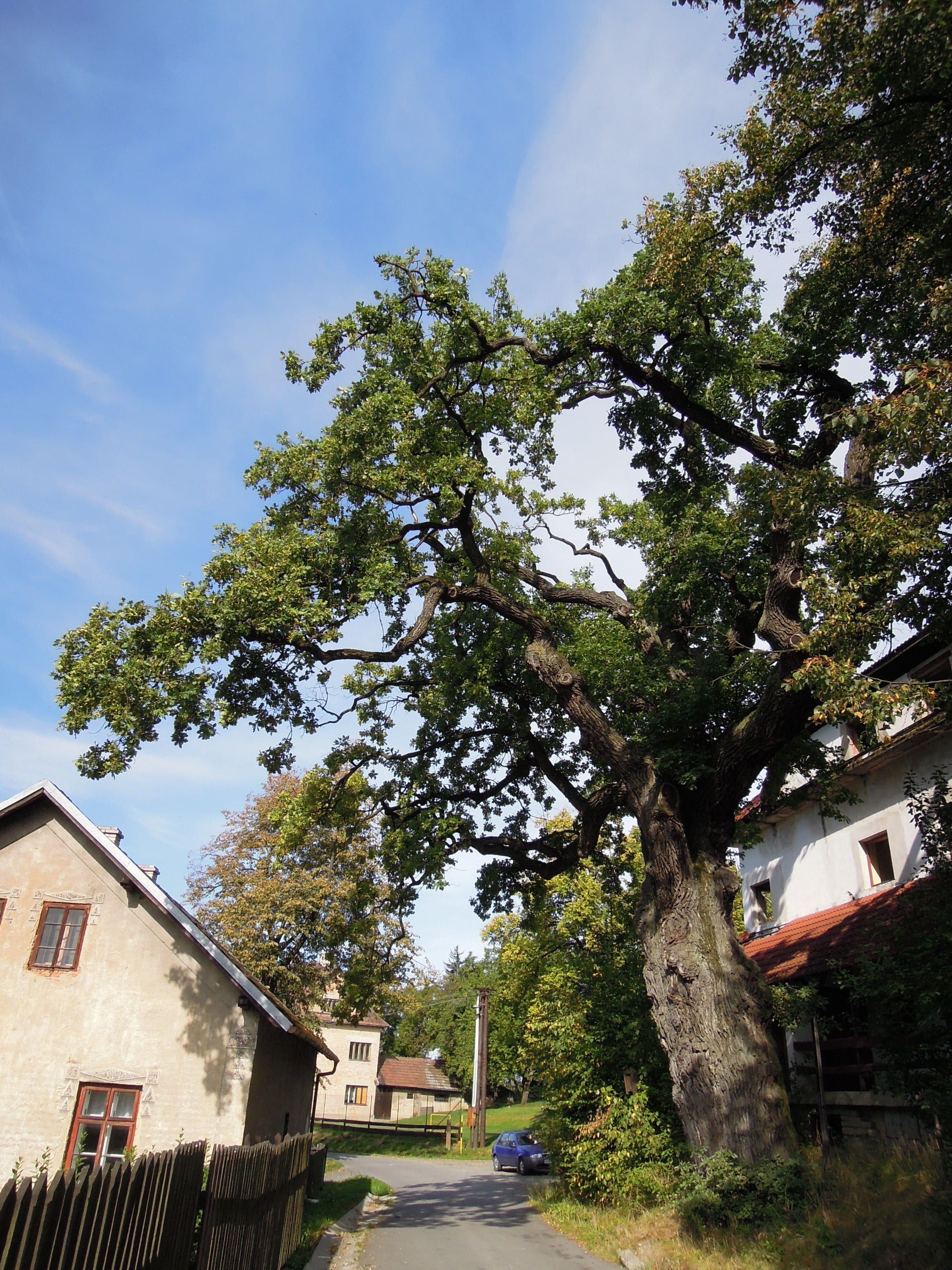
Dub na Jehličné, památný strom v Krhové